# Stazione di Terrubia
Stazione di Terrubia vasútállomás Olaszországban, Szardínia régióban, Narcao településen.

## Vasútvonalak
Az állomást az alábbi vasútvonalak érintik:
- Siliqua-San Giovanni Suergiu-Calasetta-vasútvonal

## Kapcsolódó állomások
A vasútállomáshoz az alábbi állomások vannak a legközelebb: 
- Bau Pressiu railway station
- Stazione di Rio Murtas

## Lásd még
- Szardínia vasútállomásainak listája